# 堀江さゆみ
堀江 さゆみ（ほりえ さゆみ、1963年6月23日 - ）は、日本放送協会 (NHK) の職員で、同局の元アナウンサー。

## 来歴
神奈川県横浜市出身。フェリス女学院中学校・高等学校を経て東京大学教養学部を卒業。
大学を卒業後、1986年にNHKに入局。同局のアナウンサーになり、1992年までNHK放送センターアナウンス室に所属する。途中、本人の希望により報道記者へ転向する。
その後、制作へ転向。1992年からイギリスの制作プロダクションで研修を受けた後、1993年に衛星放送局所属のディレクターになる。1998年6月には、衛星第2テレビの英国紀行生中継番組の宣伝で『スタジオパークからこんにちは』に出演した。
1998年に国際共同制作プロデューサーに昇格。その間マルチメディア局に在職し、外国向け広報活動に登場するなどした後、ディレクターとして放送現場に復帰した。2009年6月7日未明に衛星第1テレビで放送の『BSスタイル』で『国際共同制作 逃亡の24時間 〜ルイ16世とマリー・アントワネット〜』の番組宣伝が行われた際、同番組の担当ディレクターとして出演した。また、同年12月6日に『NHKスペシャル』で放送された「真珠湾の謎 悲劇の特殊潜航艇」の制作統括ディレクターも務めた。
その後、NHK知財展開センター所属を経て、2016年に編成局展開戦略推進部の部長に就任する。

## エピソード
モーニング娘。元メンバーの道重さゆみが2014年7月2日放送の『スタジオパークからこんにちは』にゲスト出演した際、彼女の名は父親がかつてNHKのアナウンサーであった堀江にあやかって付けたものであることが明かされた。この回では、道重の生誕翌年（1990年）まで堀江が担当していた『NHKニュースTODAY』の出演映像が流された。またその後、堀江から道重へのメッセージも送られた。

## 過去の出演番組
- にっぽん列島朝いちばん - アシスタント
- NHKニュースTODAY - 気象情報担当
- NHKとっておきサンデー（2012年11月25日） - 知財展開センター所属のプロデューサーとして出演[2]

## 同期
- 上田早苗、内多勝康、内山俊哉、金子拓、鹿野義記、田中剛志、野村正育、星野豊、政野光伯。